# إدارة الأعمال الصغيرة الأمريكية
إدارة الأعمال الصغيرة الأمريكية (SBA) هي وكالة حكومية أمريكية تقدم الدعم لأصحاب المشاريع والشركات الصغيرة. التي تتمثل في «الحفاظ على اقتصاد الأمة وتقويته من خلال تمكين إنشاء واستمرارية الأعمال الصغيرة والمساعدة في الانتعاش الاقتصادي للمجتمعات بعد الكوارث»، وقد تم تلخيص أنشطة الوكالة على أنها «3 عناصر» لرأس المال والعقود والاستشارات.
تقدم الإدارة قروضها من خلال البنوك والاتحادات الائتمانية وغيرها من المقرضين الذين يشتركون معها توفر ضمانًا مدعومًا من الحكومة على جزء من القرض. بموجب قانون الاسترداد وقانون وظائف الأعمال الصغيرة، تم تعزيز قروضها لتوفير ما يصل إلى 90 في المائة من الضمان من أجل تعزيز الوصول إلى رأس المال للشركات الصغيرة بعد تجميد الائتمان في عام 2008. وكان للوكالة أحجام إقراض قياسية في أواخر عام 2010. تساعد SBA في قيادة جهود الحكومة الفيدرالية لتقديم 23 بالمائة من العقود الفيدرالية الرئيسية للشركات الصغيرة.
تتضمن برامج تعاقد الأعمال الصغيرة جهودًا لضمان وصول بعض العقود الفيدرالية إلى الشركات الصغيرة المملوكة من قبل النساء والمعاقين في الخدمة بالإضافة إلى الشركات المشاركة في برامج مثل 8 (أ) برنامج تطوير الأعمال و HUBZone.  وفي مارس 2018 أطلقت دليل امتيازها بهدف ربط رواد الأعمال بخطوط الائتمان ورأس المال من أجل تنمية أعمالهم. 
لدى الإدارة مكتب واحد على الأقل في كل ولاية أمريكية بالإضافة إلى ذلك تقدم الوكالة منحًا لدعم الشركاء الاستشاريين بما في ذلك ما يقرب من 900 مركزًا لتطوير الأعمال الصغيرة (غالبًا ما تكون موجودة في الكليات والجامعات) و 110 مراكز أعمال نسائية، و SCORE ، وهي عبارة عن مجموعة إرشادية متطوعة من قادة الأعمال المتقاعدين وذوي الخبرة مع ما يقرب من 350 فرعًا. تقدم خدمات الاستشارة هذه خدمات لأكثر من مليون من رواد الأعمال وأصحاب الأعمال الصغيرة سنويًا. أعلن الرئيس أوباما في يناير 2012 أنه سيرقي وكالة الأعمال الصغيرة إلى مجلس الوزراء، وهو المنصب الذي شغله آخر مرة أثناء إدارة كلينتون،  مما يجعل مدير إدارة الأعمال الصغيرة منصبًا على مستوى مجلس الوزراء.